# Chaos (film, 2005)
Chaos je akční kriminální thriller z roku 2005, který napsal a režíroval Tony Giglio a ve kterém hrají Jason Statham, Ryan Phillippe a Wesley Snipes. Film měl premiéru ve Spojených arabských emirátech 15. prosince 2005, ale v Severní Americe vyšel poprvé až 19. února 2008 na DVD.

## Děj
Detektiv Quentin Conners je suspendován poté, co jeho partner Jason York omylem zastřelí rukojmí při zásahu. Conners v sebeobraně zabije pachatele a kryje Yorka. O rok později pachatel jménem Lorenz s komplici přepadne banku a požaduje vyjednávat výhradně s Connersem. Ten je povolán zpět do služby s novým parťákem, čerstvým absolventem akademie Shanem Dekkerem.
Při zásahu dojde k explozi a pachatelé uprchnou. Dekker zjistí, že Lorenz používá odkazy na teorii chaosu. Další vyšetřování odhalí, že pachatelé získali označené bankovky z policejního důkazu, které byly podepsány důstojníkem Callo – stejným, který svědčil proti Connersovi a Yorkovi. Callo je brzy nalezen mrtvý.
Dekker zjistí, že jeden pachatel je hacker, kterého Conners kdysi zatkl. Hacker pomocí viru rozdělil miliardu dolarů do tisíců převodů po celém světě. Při přestřelce s Lorenzem je hacker zabit. Lorenz se ukáže být bratrem pachatele, kterého York zabil – nebo tak to alespoň vypadá. Dekker později odhalí, že Lorenz je ve skutečnosti York pod falešnou identitou. Conners je zabit při výbuchu domu, kde se měli gangsteři sejít.
Když Dekker zaplatí kávu bankovkou, kterou předtím použil Conners, zjistí, že i ta je z policejního důkazu. Uvědomí si, že Conners celou dobu lhal a byl součástí plánu. Zjistí, že Conners s Yorkem fingovali svou smrt, nastrčili to na Calla a společně s najatými kriminálníky vykradli banku. Conners mezitím prchá z letiště soukromým tryskáčem, bohatý a beztrestný.

## Obsazení
- Jason Statham jako detektiv Quentin Conners
- Ryan Phillippe jako detektiv Shane Dekker
- Wesley Snipes jako Lorenz / Jason York
- Henry Czerny jako kapitán Martin Jenkins
- Justine Waddell jako detektiv Teddy Calloway
- Nicholas Lea jako detektiv Vincent Durano
- Keegan Connor Tracy jako Marnie Rollinsová
- Jessica Steen jako Karen Cross
- John Cassini jako Bernie Callo
- Damon Johnson jako Brendan Dax
- Paul Perri jako Harry Hume
- Natassia Malthe jako Gina Lopezová
- Ty Olsson jako Damon Richards
- Terry Chen jako Chris Lei
- Mike Dopud jako Lamar Galt
- Rob LaBelle jako ředitel banky
- Garvin Cross jako velitel SWAT
- Michasha Armstrong jako Xander Harrington
- Kim Howey jako Lisa Reane
- Gaston Howard jako John Curtis